# J. Ladyschnikow Verlag
Der J. Ladyschnikow Verlag war ein literarischer Buchverlag in Berlin.

## Geschichte

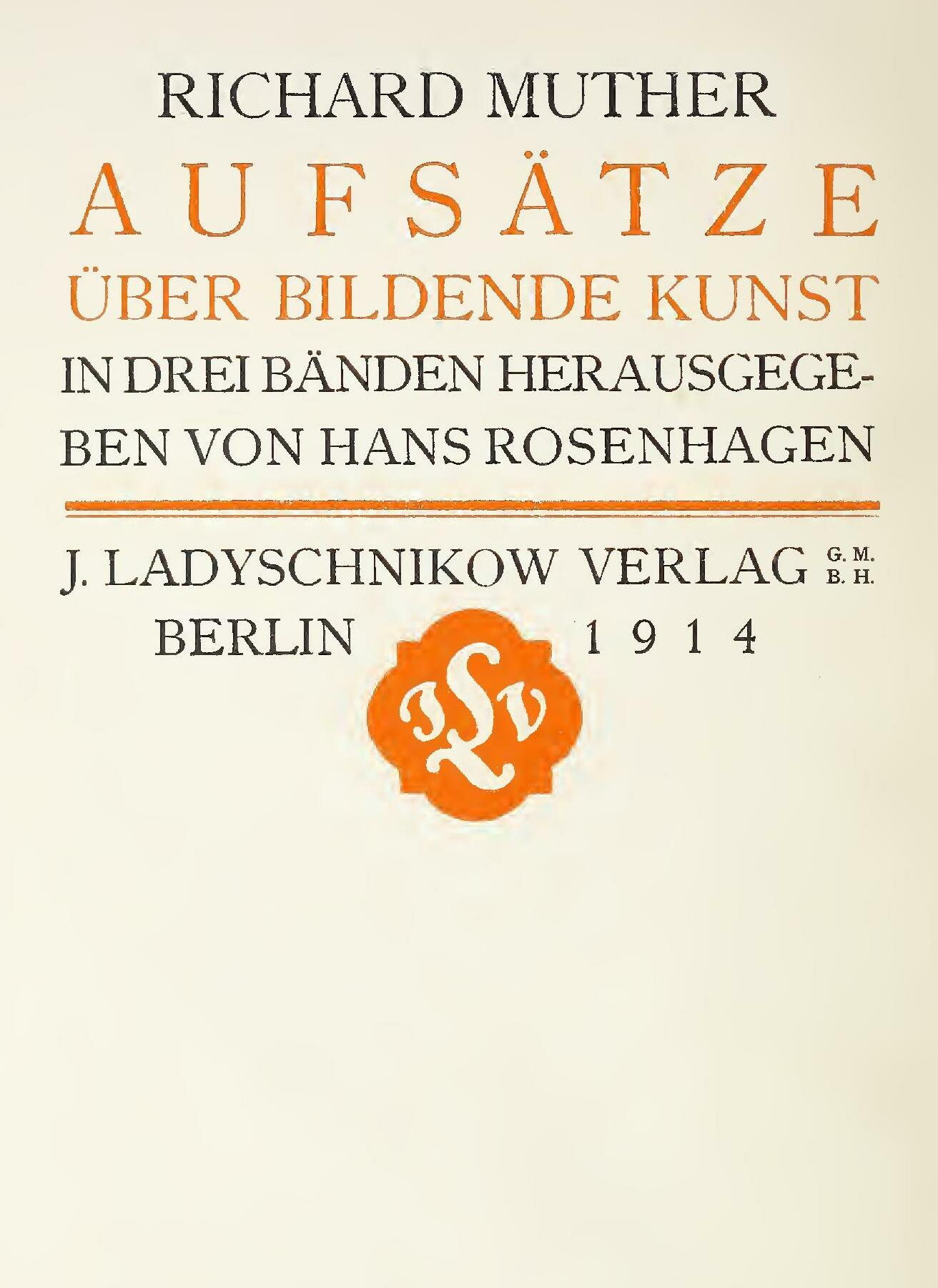
Titelseite einer Veröffentlichung mit dem Verlagslogo (1914)

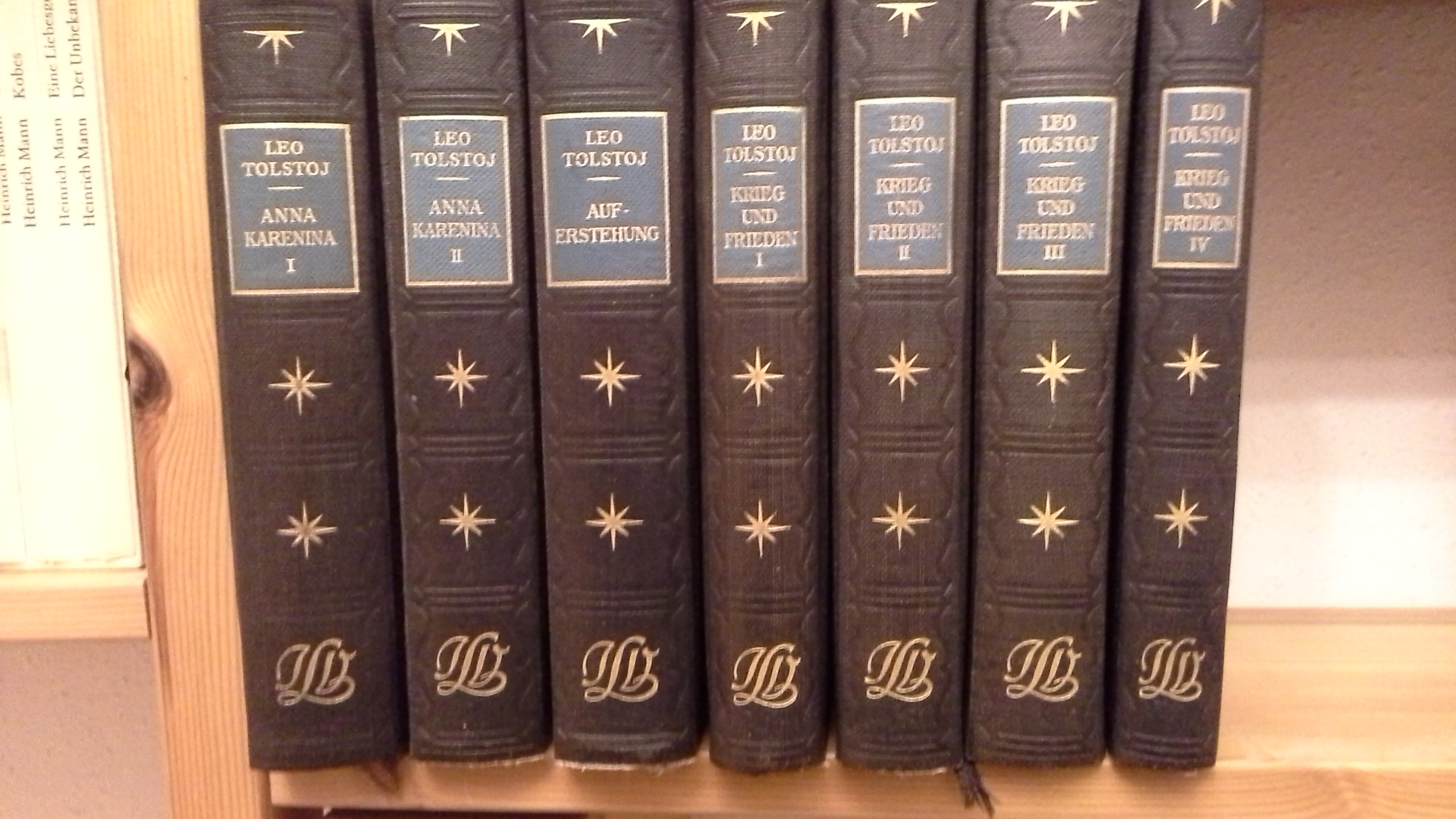
Tolstoj-Editionen bei Ladyschnikow

Der Verlag wurde 1905 auf Anregung Lenins von Bernhard Rubinstein (1880–1944 im KZ Auschwitz) gegründet. Erstmals 1907 verzeichnet das Berliner Adressbuch den Verlag als Bühnen- und Buchverlag russischer Autoren Iwan Ladyschnikow in der Uhlandstraße 145. Als Verleger wurde der Verlagsbuchhändler Iwan Ladyschnikow genannt, der in der Ludwigskirchstraße 1 wohnte. Der Verlag firmierte dann als J. Ladyschnikow, Verlag G.m.b.H. und hatte ab etwa 1912 seinen Sitz in der Rankestraße 33. Das Adressbuch nennt ab 1912 als Geschäftsführer Bernhard Rubinstein, gen. Minsk. Dieser war ab 1913 Alleineigentümer des Verlags. Ladyschnikow war ab 1912 als Person im Adressbuch nicht mehr enthalten.
Der Verlag publizierte um die 153 Bücher mit dem Schwerpunkt osteuropäische, insbesondere russische,  Autoren. Ein Teil der Einnahmen floss in die Kasse der Sozialdemokratischen Arbeiterpartei Russlands (Bolschewiki).
Der Verlag beendete seine verlegerische Tätigkeit wohl um 1930 und übertrug seine Rechte an den Malik-Verlag. Die letzte Nennung im Adressbuch erfolgte 1933.

## Autoren (unvollständig)
- Leonid Nikolajewitsch Andrejew
- Nikolaus von Arseniew
- Schalom Asch
- Alexander (Sándor) Bródy
- Fjodor Michailowitsch Dostojewski
- Ossip Dymow
- Maxim Gorki
- Jenő Heltai
- Nikolai Krascheninnkow (1878–1941)
- Richard Muther
- Leo Tolstoi
- Anton Pawlowitsch Tschechow
- Jewgeni Nikolajewitsch Tschirikow

## Übersetzer (unvollständig)
- Fred Meyer-Balte (1887–1956)
- Erich Boehme (1879–1945)
- Klara Brauner (1875–1940)
- Ilse Frapan
- Adolf Heß
- Korfiz Holm
- Gregor Jarcho (1894–1949)
- Arthur Luther
- Erich Müller-Kamp
- August Scholz
- Alexander Stein